# Франклін-Сентер (Нью-Джерсі)
Франклін-Сентер (англ. Franklin Center) — переписна місцевість (CDP) в США, в окрузі Сомерсет штату Нью-Джерсі. Населення — 6803 особи (2020).

## Географія
Франклін-Сентер розташований за координатами 40°31′54″ пн. ш. 74°32′29″ зх. д. / 40.53167° пн. ш. 74.54139° зх. д. (40.531534, -74.541410).  За даними Бюро перепису населення США в 2010 році переписна місцевість мала площу 17,31 км², з яких 17,04 км² — суходіл та 0,27 км² — водойми.

## Демографія
Згідно з переписом 2010 року, у переписній місцевості мешкало 4460 осіб у 1907 домогосподарствах у складі 1311 родини. Густота населення становила 258 осіб/км².  Було 2141 помешкання (124/км²).
Расовий склад населення:
| - 74,6 % — білих - 13,1 % — азіатів - 9,2 % — чорних або афроамериканців - 1,5 % — осіб інших рас |

До двох чи більше рас належало 1,5 %. Частка іспаномовних становила 5,9 % від усіх жителів.
За віковим діапазоном населення розподілялося таким чином: 11,0 % — особи молодші 18 років, 57,0 % — особи у віці 18—64 років, 32,0 % — особи у віці 65 років та старші. Медіана віку мешканця становила 55,6 року. На 100 осіб жіночої статі у переписній місцевості припадало 92,0 чоловіків;  на 100 жінок у віці від 18 років та старших — 91,4 чоловіків також старших 18 років.
Середній дохід на одне домашнє господарство  становив 124 258 доларів США (медіана — 102 361), а середній дохід на одну сім'ю — 138 560 доларів (медіана — 121 017). За межею бідності перебувало 1,4 % осіб, у тому числі 0,0 % дітей у віці до 18 років та 0,5 % осіб у віці 65 років та старших.
Цивільне працевлаштоване населення становило 1756 осіб. Основні галузі зайнятості: освіта, охорона здоров'я та соціальна допомога — 26,0 %, науковці, спеціалісти, менеджери — 15,1 %, роздрібна торгівля — 12,4 %.